# Mandinga (band)
Mandinga is een Roemeense muziekgroep.

## Biografie
De band werd opgericht in 2002 en bracht tot op heden vier albums uit. In 2012 nam de band deel aan Selecția Națională, de Roemeense voorronde voor het Eurovisiesongfestival. Met het nummer Zaleilah wist de groep de nationale preselectie winnend af te sluiten. Hierdoor vertegenwoordigde Mandinga Roemenië op het Eurovisiesongfestival 2012, in de Azerbeidzjaanse hoofdstad Bakoe. De inzending haalde er de twaalfde plaats.

## Discografie

### Singles
| Single met hitnotering(en) in de Vlaamse Ultratop 50 | Datum van verschijnen | Datum van binnenkomst | Hoogste positie | Aantal weken | Opmerkingen |
| ---------------------------------------------------- | --------------------- | --------------------- | --------------- | ------------ | ----------- |
| Zaleilah                                             | 21-05-2012            | 26-05-2012            | tip23*          |              |             |